# Paradero Lautaro Centro
Lautaro Centro —originalmente llamada Bilbao— es una detención ferroviaria ubicada en la comuna chilena de Lautaro, en la Región de la Araucanía, que es parte de la Línea Troncal Sur. Opera como paradero de acercamiento del servicio local  Victoria-Temuco. Está abierto al público las 24 horas.

## Historia
Con la extensión del servicio de ferrocarriles hacia el sur, el ferrocarril ya había llegado hasta la localidad de Victoria en 1890, se había decidido terminar la conexión por ferrocarril desde Victoria hasta Osorno, cuya concesión había sido entregada por el gobierno de José Manuel Balmaceda a la North and South American Company. Sin embargo debido a una serie de eventos políticos durante el periodo, el 10 de abril de 1892 el ferrocarril llega a la rivera del río Quillén, y el 10 de noviembre de 1892 el ferrocarril ingresaba por primera vez a la actual comuna de Lautaro.
Sin embargo, el paradero Bilbao no vino a ser construido sino después. En algunos diagramas de 1935 este paradero no era mencionado o no existía. Para mayo de 1937 el paradero Bilbao existe, siendo criticado por carecer de iluminación en su sala de espera mientras que los pasajeros esperaban el servicio de las 19:40 h.
En algún momento posterior a la década de 1960 el paradero cerró.
Para 2007 el servicio fue acortado a lo que es actualmente el regional Victoria-Temuco, y el paradero fue incluido como parte del servicio, sobre el anterior paradero Bilbao.
En septiembre de 2008 el andén del paradero fue remodelado utilizando fondos del Programa de Mejoramiento Urbano de emergencia, coordinado por el departamento técnico de la municipalidad de Lautaro.

## Características y entorno
El paradero cuenta con un solo andén que es atravesado por una sola vía.
En el entorno directo de la estación se encuentra el Liceo H.C. Jorge Teillier Sandoval, la Plaza Jorge Teillier Sandoval, la Plaza de Armas de Lautaro y el edificio de la Ilustre Municipalidad de Lautaro.

## Conexión con servicios de transporte local
Posee conexión con servicios colectivos locales.